# NIGCOMSAT
Die Nigerian Communication Satellite Limited (NIGCOMSAT) ist ein Unternehmen, das dem Nigerianischen Ministerium für Wissenschaft und Technologie untersteht. Das Gesetz zur Gründung von NIGCOMSAT ist noch nicht in Kraft getreten, so dass die Firma derzeit in einem rechtlich unklaren Status ist. Mit der Raumfahrtbehörde NASRDA gibt es Überschneidungen in Bezug auf Aufgaben und Kompetenzen. Die NASRDA sieht NIGCOMSAT als Tochtergesellschaft, während NIGCOMSAT sich direkt dem Ministerium unterstellt sieht.
Geschäftszweck ist der Betrieb von nigerianischen Satelliten. Unter anderem wurde NigComSat-1 von diesem Unternehmen betrieben. Dieser Kommunikationssatellit wurde im Mai 2007 gestartet, musste aber im November 2008 nach einem Defekt außer Betrieb genommen werden. Im Dezember 2011 wurde der Ersatzsatellit NigComSat-1R gestartet.
Geschäftsführer ist Ahmed Rufai.